# Solum
A Solum é um Bairro da freguesia de Santo António dos Olivais, na cidade de Coimbra, Portugal.
É uma área residencial, cuja expansão teve início nos anos 60, e que herdou o nome da empresa promotora - a Solum.
É também neste bairro que se localiza o Estádio Cidade de Coimbra e as Piscinas Municipais de Coimbra.
A Solum, há aproximadamente 10 anos, tinha menor importância em Coimbra do que tem hoje. Antigamente existiam alguns prédios, o antigo Estádio Municipal de Coimbra, as escolas de Avelar Brotero e da Infanta Dona Maria (existentes há mais tempo, sendo depois remodeladas), as antigas piscinas do Município de Coimbra, o centro comercial Gira Solum, a Igreja Matriz de São José (Padroeiro da Solum), etc.
Hoje, a Solum é uma das zonas mais ricas de Coimbra. Muito alterada, com a construção de dois novos edificios comerciais: O Atrium Solum e o Dolce Vita (construído pela Amorim, Lda). O Dolce Vita (atualmente designado "Alma Shopping") viria a ser premiado devido ao enquadramento com o novo Estádio Municipal de Coimbra (estádio construído para o Euro 2004). Foram também construídas as Novas Piscinas Municipais de Coimbra, adjacentes ao Pavilhão Multidesportos Dr. Mário Mexia. Remodelou-se a Avenida Elísio de Moura e construíram-se novos prédios na mesma, como, por exemplo, o Elísio de Moura Plaza.
O Centro Comercial Gira Solum também foi remodelado, por dentro e por fora, devido ao seu aspecto e também devido ao caso de estar desactualizado para a época.
A Solum mudou muito, e continua a mudar: no início de 2007 foram começados novos projectos de construção de zonas habitacionais como o Hillock e outros prédios de arquitectura moderna.

## Ligações externas

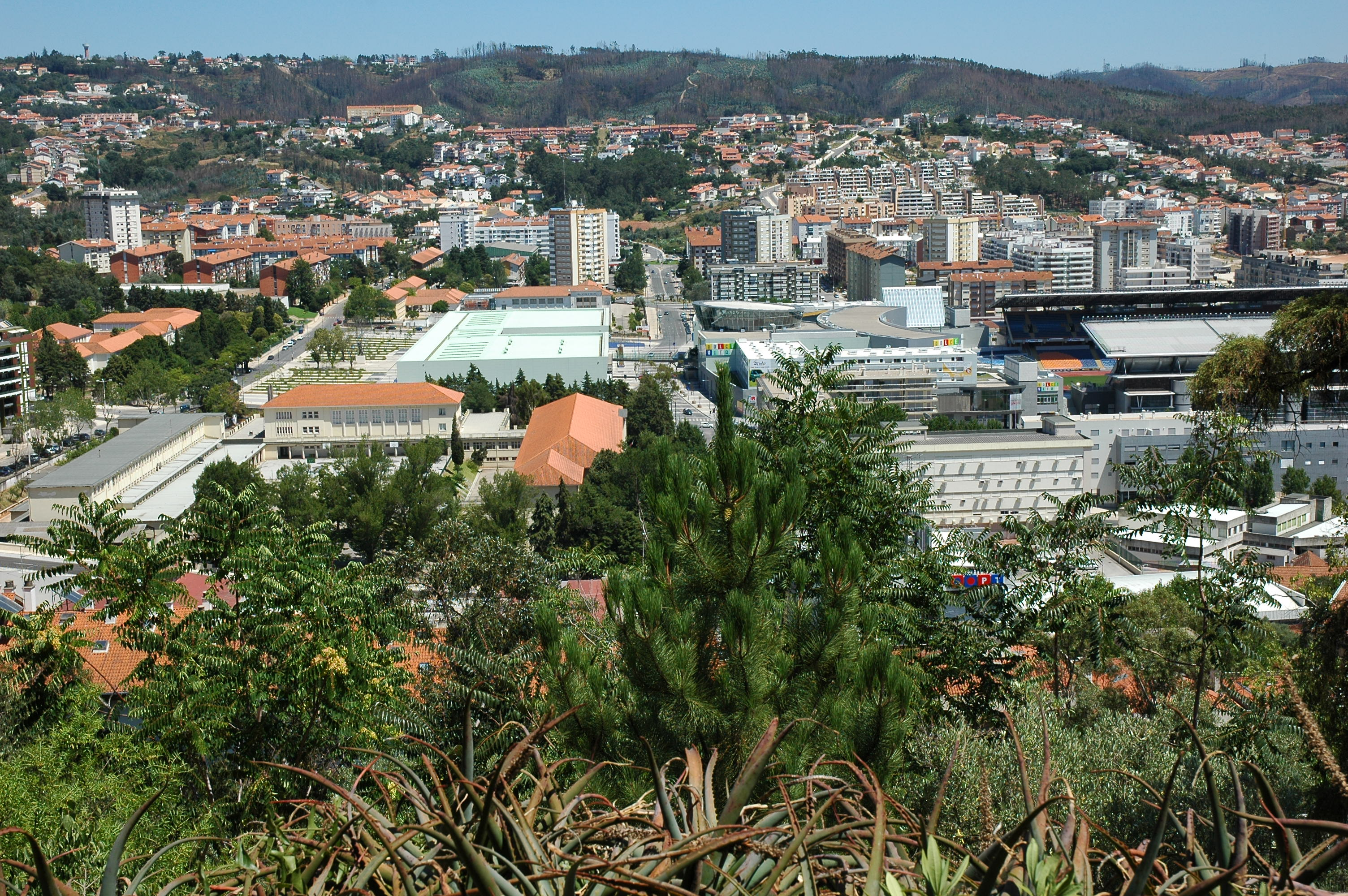
Solum, Coimbra, Portugal